# Infinite (musikgrupp)
Infinite (hangul: 인피니트) är ett sydkoreanskt pojkband bildat 2010 av Woollim Entertainment.
Gruppen består av de sju medlemmarna Sungkyu, Dongwoo, Woohyun, Hoya, Sungyeol, L och Sungjong. Dock annonserade Woollim Entertainment den 30 augusti att Hoya inte skulle fortsätta i gruppen utan lämnar Infinite.  

## Karriär

### 2010:First Invasion
Infinite framträdde först 2010 i realityprogrammet "You Are My Oppa". I juni samma år släppte de sin första EP First Invasion. De framträdde i teveprogrammet med låtarna "다시 돌아와 (Come Back Again)" och "She's Back".

### 2011:Evolution,Over The Topoch japansk debut
Den 7 januari 2011 framförde bandet singeln Before The Dawn (BTD) från sin andra EP Evolution. Nästa låt, "Nothing's Over", släpptes den 16 mars. Deras första officiella studioalbum Over The Top släpptes 21 juli tillsammans med musikvideon till deras titel låt 내꺼하자 (Be Mine). 1 september var bandet listetta  på M!Countdown, och vann en "Double Crown" för sin andra vecka på toppen. Den 26 september släppte Infinite sitt första album på nytt under det nya namnet "Paradise". 9 oktober släpptes titellåten Paradise som singel. I november var Infinite med i TV-showen "Birth of a Family" där de i cirka 3 månader fick ta hand om tre Koreanska Jindo-hundar, 두부 (Dubu/Tofu) 코코 (Koko/Coco) och 누룽이 (Nurungie), som sedan skulle hitta nya hem.

### 2012: Turnéer, individuella aktiviteter och comeback
Den 11 och 12 februari höll Infinite sin första Koreanska konsert inför 8 000 fans på Seoul Olympic Park i Seoul. Konserten döptes till "Second Invasion" som en anspelning på debut-EP:n First Invasion. Biljetterna till konserten var slutsålda redan efter 10 minuter. Dongwoo rappade i Baby Souls nya singel "She's a Flirt", som släpptes den 18 januari. L fick en roll i tvN's drama "Shut Up! Flower Boy Band", som började visas på TV den 30 januari. Sungkyu och Woohyun gjorde sina musikaldebuter i "Gwanghwamun Sonata" från 7 februari till 11 mars på LG Arts Center. Den 1 april höll Infinite en ny konsert på Seoul Olympic Park. Uppträdandet fick nu heta "Second Invasion - Evolution". Ännu en gång var alla 10 000 platser slutsålda. Konserten streamades i direktsändning på Youtube. Den 15 maj släppte Infinite minialbumet "INFINITIZE" och titellåten "추격자 (The Chaser)".

## Medlemmar

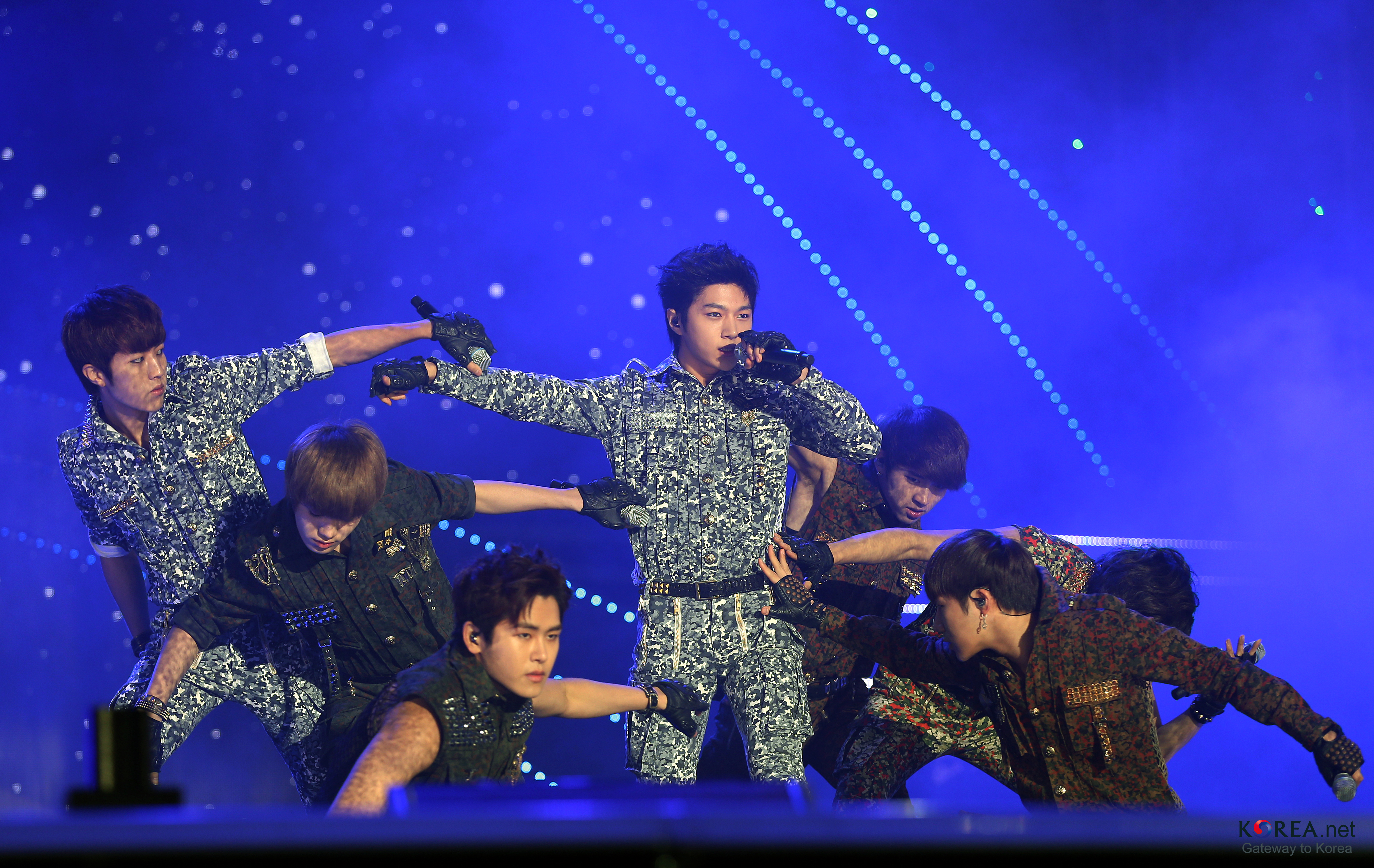
Infinite år 2013

| Artistnamn    | Artistnamn | Födelsenamn   | Födelsenamn | Födelsedatum     |
| Romanisering  | Hangul     | Romanisering  | Hangul      | Födelsedatum     |
| ------------- | ---------- | ------------- | ----------- | ---------------- |
| Kim Sung-kyu  | 김성규     | Kim Sung-kyu  | 김성규      | 28 april 1989    |
| Jang Dong-woo | 장동우     | Jang Dong-woo | 장동우      | 22 november 1990 |
| Nam Woo-hyun  | 남우현     | Nam Woo-hyun  | 남우현      | 8 februari 1991  |
| Hoya          | 호야       | Lee Ho-won    | 이호원      | 28 mars 1991     |
| Lee Sung-yeol | 이성열     | Lee Sung-yeol | 이성열      | 27 augusti 1991  |
| L             | 엘         | Kim Myung-soo | 김명수      | 13 mars 1992     |
| Lee Sung-jong | 이성종     | Lee Sung-jong | 이성종      | 3 september 1993 |

## Diskografi

### Album
| Albuminformation                                                    | Topplacering          | Topplacering   |
| Albuminformation                                                    | Sydkorea (Gaon Chart) | Japan (Oricon) |
| Koreanska                                                           | Koreanska             | Koreanska      |
| ------------------------------------------------------------------- | --------------------- | -------------- |
| First Invasion (EP-skiva) - Släppt: 9 juni 2010                     | 10                    | —              |
| Evolution (EP-skiva) - Släppt: 6 januari 2011                       | 3                     | —              |
| Inspirit (Singelalbum) - Släppt: 17 mars 2011                       | 3                     | —              |
| Over the Top (Studioalbum) - Nyutgåva: Paradise (26 september 2011) | 2                     | —              |
| Infinitize (EP-skiva) - Släppt: 15 maj 2012                         | 2                     | —              |
| New Challenge (EP-skiva) - Släppt: 21 mars 2013                     | 1                     | 16             |
| Destiny (Singelalbum) - Släppt: 16 juli 2013                        | 1                     | —              |
| Season 2 (Studioalbum) - Nyutgåva: Be Back (22 juli 2014)           | 1                     | 18             |
| Reality (EP-skiva) - Släppt: 13 juli 2015                           | 1                     | 13             |
| Infinite Only (EP-skiva) - Släppt: 19 september 2016                | 1                     | 14             |
| Japanska                                                            |                       |                |
| Koi ni Ochiru Toki (Studioalbum) - Släppt: 5 juni 2013              | —                     | 1              |
| For You (Studioalbum) - Släppt: 16 december 2015                    | —                     | 3              |

### Singlar
| År        | Titel                            | Topplacering          | Topplacering   |
| År        | Titel                            | Sydkorea (Gaon Chart) | Japan (Oricon) |
| Koreanska | Koreanska                        | Koreanska             | Koreanska      |
| --------- | -------------------------------- | --------------------- | -------------- |
| 2010      | "Come Back Again"                | 67                    | —              |
| 2010      | "She's Back"                     | 66                    | —              |
| 2011      | "BTD (Before the Dawn)"          | 45                    | —              |
| 2011      | "Nothing's Over"                 | 22                    | —              |
| 2011      | "Can U Smile"                    | 38                    | —              |
| 2011      | "Be Mine"                        | 12                    | —              |
| 2011      | "Paradise"                       | 3                     | —              |
| 2011      | "White Confession (Lately)"      | 6                     | —              |
| 2012      | "Cover Girl"                     | 63                    | —              |
| 2012      | "The Chaser"                     | 7                     | —              |
| 2013      | "Main In Love"                   | 6                     | —              |
| 2013      | "Destiny"                        | 3                     | —              |
| 2013      | "Request"                        | 40                    | —              |
| 2014      | "Last Romeo"                     | 7                     | —              |
| 2014      | "Back"                           | 2                     | —              |
| 2014      | "Together"                       | 28                    | —              |
| 2015      | "Bad"                            | 6                     | —              |
| 2016      | "That Summer (The Second Story)" | 67                    | —              |
| 2016      | "The Eye"                        | 8                     | —              |
| Japanska  |                                  |                       |                |
| 2011      | "BTD (Before the Dawn)"          | —                     | 7              |
| 2012      | "Be Mine"                        | —                     | 2              |
| 2012      | "She's Back"                     | —                     | 3              |
| 2014      | "Last Romeo"                     | —                     | 2              |
| 2014      | "Dilemma"                        | —                     | 3              |
| 2015      | "24 Jikan"                       | —                     | 3              |
| 2015      | "Can't Get Over You"             | —                     | —              |
| 2016      | "D.N.A"                          | —                     | —              |